# Gnathophyllum elegans
Espèce
Gnathophyllum elegans ou crevette drimo est une espèce de crevettes de la famille des Gnathophyllidae décrite par le naturaliste Antoine Risso en 1816.

## Description
Son corps en forme d'obus, est brun, moucheté de petits points jaunes. Le rostre et les deux pinces principales sont blancs. Les autres pinces ainsi que les yeux sont bleus à violet. Cette crevette peut mesurer 2 à 4 cm, la femelle étant plus grande que le mâle.

## Biotope
Elle vit entre la surface et 40 m de profondeur, dans des grottes ou des interstices rocheux, en Méditerranée ou dans l'Océan Atlantique est. C'est une espèce nocturne.

## Étymologie
Gnathophyllum vient du grec gnathos (« mâchoire ») et phyllum (« feuille »). Elegans vient du latin elegans qui signifie « délicat, élégant ».

« Drimo » est l'ancien nom de genre de l'animal donné par Risso et vient de l'alcyonide Drimo.